# Ida Goodson
Ida Goodson (Pensacola, 23 november 1909 - aldaar, 5 januari 2000) was een Amerikaanse klassieke blues- en jazz-zangeres en -pianiste.
Ida Goodson was een van zes dochters van een deacon van de Mount Olive Baptist Church, die ook een baan bij de spoorwegen had. Alle dochters kregen muziekles met het oogpunt in de kerk te gaan zingen, maar uiteindelijk hadden alle vrouwen (één overleed voordat ze volwassen werd) een carrière in de blues of de jazz. Van hen werd Billie Pierce het meest bekend. De Preservation Hall Jazz Band had vaak een van de vrouwen achter de piano zitten als ze toerden en optredens gaven. Ida Goodson werkte vrijwel haar hele leven in en rond Pensacola. Ze speelde piano om stomme films te begeleiden, op dansavonden, in clubs, zoals 506 club, en in kerken. Ze trad op op het Florida Folk Festival in 1980, waarvan later een plaat verscheen. Ook komt ze voor op de video-film 'Wild Women Don't Have the Blues', waarin ze optreedt met blueslegende Bessie Smith. In 1987 kreeg Ida Goodson een Folk Heritage Award.

## Discografie
- Ida Goodson: Pensacola Piano-Florida Gulf Blues, Jazz, and Gospel, Florida Folklife Program